# Hełm Mle 1978

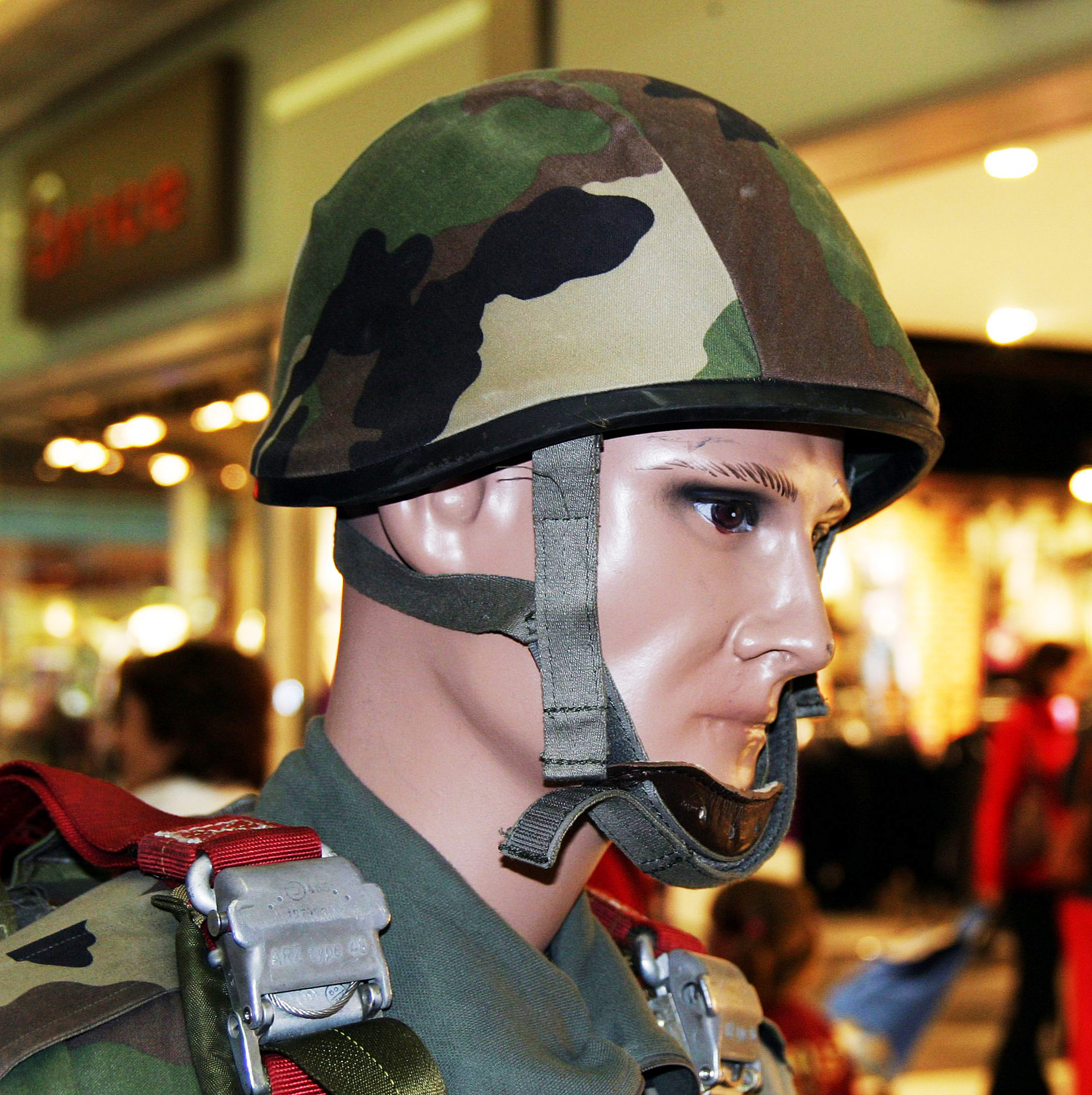
Hełm Mle 1978

Casque Modèle 1978 (Mle 1978) – hełm stosowany przez Francuskie Siły Zbrojne pod oznaczeniem F1 (zwany również « casque lourd » ciężki hełm lub « Casquette en peau de locomotive » czapka ze skóry lokomotywy). Zastąpił hełm Mle 1951.
Wykonany ze stali manganowej o grubości 1,2 milimetra, jego masa wynosi 1,2 kg. Produkowany w latach 1979-1981 przez firmy GIAT i Dunois. Wyparty przez nowocześniejszy hełm kevlarowy SPECTRA, pozostawał jeszcze na wyposażeniu wielu jednostek w latach 2010.